# Estación de Isasondo
Isasondo (en euskera Itsasondo) es un apeadero ferroviario situado en el municipio español homónimo en la provincia de Guipúzcoa, comunidad autónoma del País Vasco. Forma parte la línea C-1 de la red de Cercanías San Sebastián operada por Renfe.

## Situación ferroviaria
La estación se encuentra en el punto kilométrico 585,817 de la línea férrea de ancho convencional  que une Madrid con Hendaya a 135,70 metros de altitud. El tramo es de vía doble y está electrificado.

## Historia

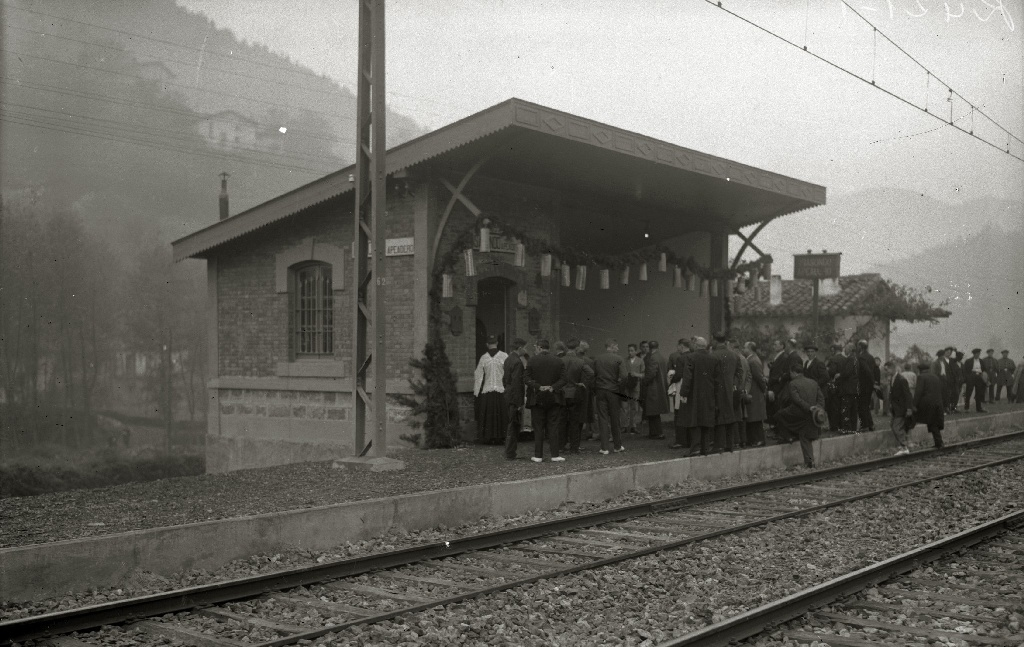
Inauguración de la estación en 1930.

Aunque el tramo Beasáin-San Sebastián de la línea radial Madrid-Hendaya fue abierto al tráfico el 1 de septiembre de 1863, el apeadero no fue inaugurado hasta el 30 de septiembre de 1930. Su explotación inicial quedó a cargo de la Compañía de los Caminos de Hierro del Norte de España quien mantuvo su titularidad hasta que en 1941 fue nacionalizada e integrada en la recién creada RENFE. Desde el 31 de diciembre de 2004 Renfe Operadora explota la línea mientras que Adif es la titular de las instalaciones ferroviarias.

## La estación
Itsasondo es un pequeño apeadero formado por dos andenes laterales y dos vías. Posee refugios para los viajeros. El cambio de andén se realiza a nivel. 

## Servicios ferroviarios

### Cercanías
Los trenes de cercanías de la línea C-1 son los únicos que se detienen en la estación. 